# Hesperotettix pacificus
Hesperotettix pacificus är en insektsart som beskrevs av Scudder, S.H. 1897. Hesperotettix pacificus ingår i släktet Hesperotettix och familjen gräshoppor.

## Underarter
Arten delas in i följande underarter:
- H. p. capillatus
- H. p. pacificus